# Municipio de Harrow (Londres)
Harrow es un municipio del Gran Londres, localizado en el noroeste del mismo, en el área conocida como Londres exterior. Limita al norte con el condado de Hertfordshire, al este con el municipio de Ealing, al sur con Hillingdon, al suroeste con Brent y al noroeste con Barnet. Fue creado por el Acta del Gobierno de Londres de 1963, que entró en vigor el 1 de abril de 1965. La autoridad local es Harrow London Borough Council.

## Historia

Harrow dentro de Middlesex en 1961

El Distrito Urbano de Harrow se formó en 1934 como un distrito urbano dentro de Middlesex por la Orden Revisada de Middlesex 1934, como fusión de los territorios de los distritos de Harrow on the Hill, Hendon y Wealdstone. La autoridad local era el Harrow Urban District Council.
El distrito urbano ganó el estatus de municipio el 4 de mayo de 1954 y el consejo del distrito urbano se convirtió en el Harrow Borough Council. El 50.º aniversario de la incorporación como un municipio se celebró en abril de 2004, que incluyó una visita de Su Majestad la reina Isabel II.
En 1965 se abolió el municipio y su territorio anterior se transfirió al Gran Londres de Middlesex bajo la Ley del Gobierno de Londres de 1963 para formar el municipio londinense de Harrow. Es el único de los municipios londinenses que replica con exactitud los antiguos límites de un único distrito anterior. Esto posiblemente se debió a que tenía suficiente población. Según el censo de 1961 tenía una población de 209.080 personas, con lo que era el distrito con gobierno local más amplio de Middlesex.

## Demografía
Según el censo de 2001, Harrow tenía 206 814 habitantes. El 58,76% de ellos eran blancos, el 29,64% asiáticos, el 6,14% negros, el 2,82% mestizos, y el 2,61% chinos o de otro grupo étnico. Un 20,15% eran menores de 16 años, un 72,77% tenían entre 17 y 74, y un 7,06% eran mayores de 75. La densidad de población era de 4098 hab/km² y había 79 112 hogares con residentes.
De los 103 049 habitantes económicamente activos, el 91,07% tenían un empleo, el 4,46% estaban desempleados y el 4,45% eran estudiantes a tiempo completo.

## Distritos
| Ciudad/Distrito/Pueblo | Ciudad postal                      | Código postal | Notas                          |
| ---------------------- | ---------------------------------- | ------------- | ------------------------------ |
| Belmont                | HARROW, STANMORE                   | HA            |                                |
| Canons Park            | EDGWARE                            | HA            |                                |
| Edgware                | EDGWARE                            | HA            | También parcialmente en Barnet |
| Greenhill              | HARROW                             | HA            |                                |
| Harrow                 | HARROW                             | HA            | Centro metropolitano           |
| Harrow on the Hill     | HARROW                             | HA            |                                |
| Harrow Weald           | HARROW                             | HA            |                                |
| Hatch End              | PINNER                             | HA            |                                |
| Headstone              | HARROW                             | HA            |                                |
| Kenton                 | HARROW                             | HA            | También parcialmente en Brent  |
| Little Stanmore        | EDGWARE                            | HA            |                                |
| North Harrow           | HARROW                             | HA            |                                |
| Pinner                 | PINNER                             | HA            |                                |
| Queensbury             | LONDRES, HARROW, STANMORE, EDGWARE | HA, NW        | También parcialmente en Brent  |
| Rayners Lane           | HARROW, PINNER                     | HA            |                                |
| Roxeth                 | HARROW                             | HA            |                                |
| South Harrow           | HARROW                             | HA            |                                |
| Stanmore               | STANMORE                           | HA            |                                |
| Wealdstone             | HARROW                             | HA            |                                |
| West Harrow            | HARROW                             | HA            |                                |